# Metro de Nanning
El Metro de Nanning (en xinès: 南宁轨道交通 Nánníng Guǐdào Jiāotōng) és la xarxa de metro a Nanning, la capital de la regió autònoma de Guangxi situada a la regió occidental de la República Popular de la Xina. La xarxa de metro que dona servei a aquesta aglomeració de tres milions d’habitants inclou a principis de 2020 3 línies de metro totalment subterrànies amb una longitud total de 81 quilòmetres i que inclouen 65 estacions. Les noves línies estan en construcció i haurien d’ampliar la xarxa al voltant de cinquanta quilòmetres al començament de la dècada del 2020.

## Història
La construcció de la línia 1 va començar oficialment el 29 de desembre de 2011, amb un termini fixat per al 2016. No obstant això, una secció de proves està en construcció des del 2009. La línia 1 es va inaugurar el 28 de juny de 2016. Actualment compta amb 25 estacions i té una longitud de 32,1 km. La construcció de la línia 2 va començar el 2012 i es va inaugurar el 28 de desembre de 2017. Finalment, la línia 3 es va inaugurar al seu torn el 6 de juny de 2019. El 2030 s’espera que la xarxa tingui vuit línies.

## Xarxa
A principis de 2020, la xarxa de metro de Nanning estava formada per quatre línies amb una longitud total de 108 quilòmetres i comprenia 84 estacions de metro. Cada línia té correspondència amb les altres dues.
| Línia | Terminals(Districte)     | Terminals(Districte)             | Posada en servei | Ampliació més recent | Longueurkm | Parades |
| ----- | ------------------------ | -------------------------------- | ---------------- | -------------------- | ---------- | ------- |
| 1     | Shibu (Xixiangtang)      | Estació de Nanning és(Qingxiu)   | 2016             | 2016                 | 32.1 km    | 25      |
| 2     | Xijin(Xixiangtang)       | Tanze (Liangqing)                | 2017             | 2020                 | 27.3 km    | 23      |
| 3     | Keyuandadao(Xixiangtang) | Viaducte de Pingliang(Liangqing) | 2019             | —                    | 27.9 km    | 23      |
| 4     | Hongyun Lu(Jiangnan)     | Lentangcun (Jiangnan)            | 2020             | —                    | 20.7 km    | 16      |
| Total | Total                    | Total                            | Total            | Total                | '108‘km    | 104     |

## Material rodant

Andana de la parada Estació de Nanning Est.

El material mòbil consisteix enterament en conjunts de trens de 6 cotxes tipus CRRC amb parts de colors segons la línia sobre la qual circulen.

## Explotació
El metro circula de 6.30 a 23.30 amb una freqüència a les hores punta de 6 a 7 minuts (5 minuts a la línia 1). El preu del bitllet oscil·la entre els 2 i els 7 iuans segons la distància. 

Metro de Nanning
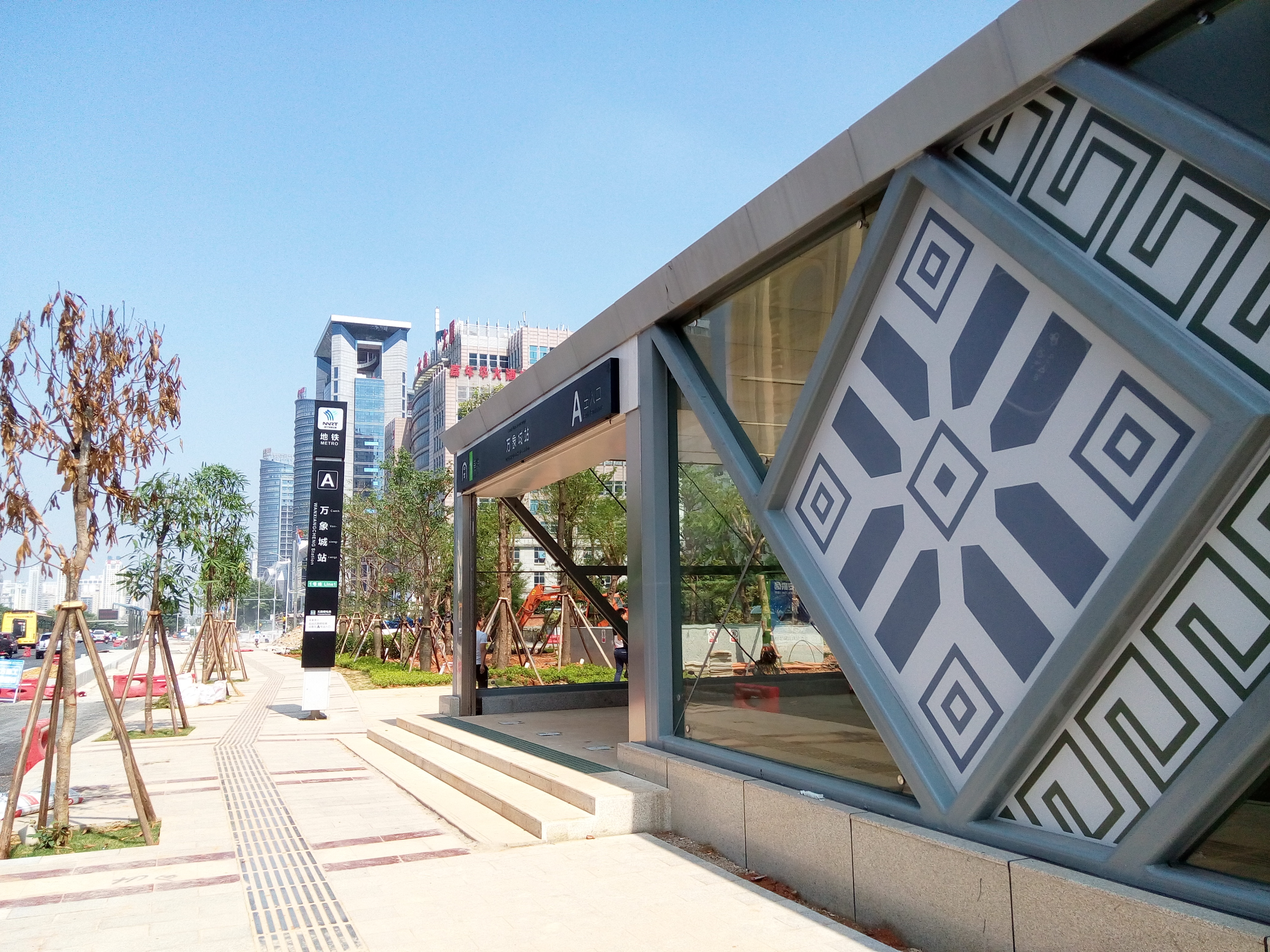
tòtem i logotip que indica l'entrada d'una estació
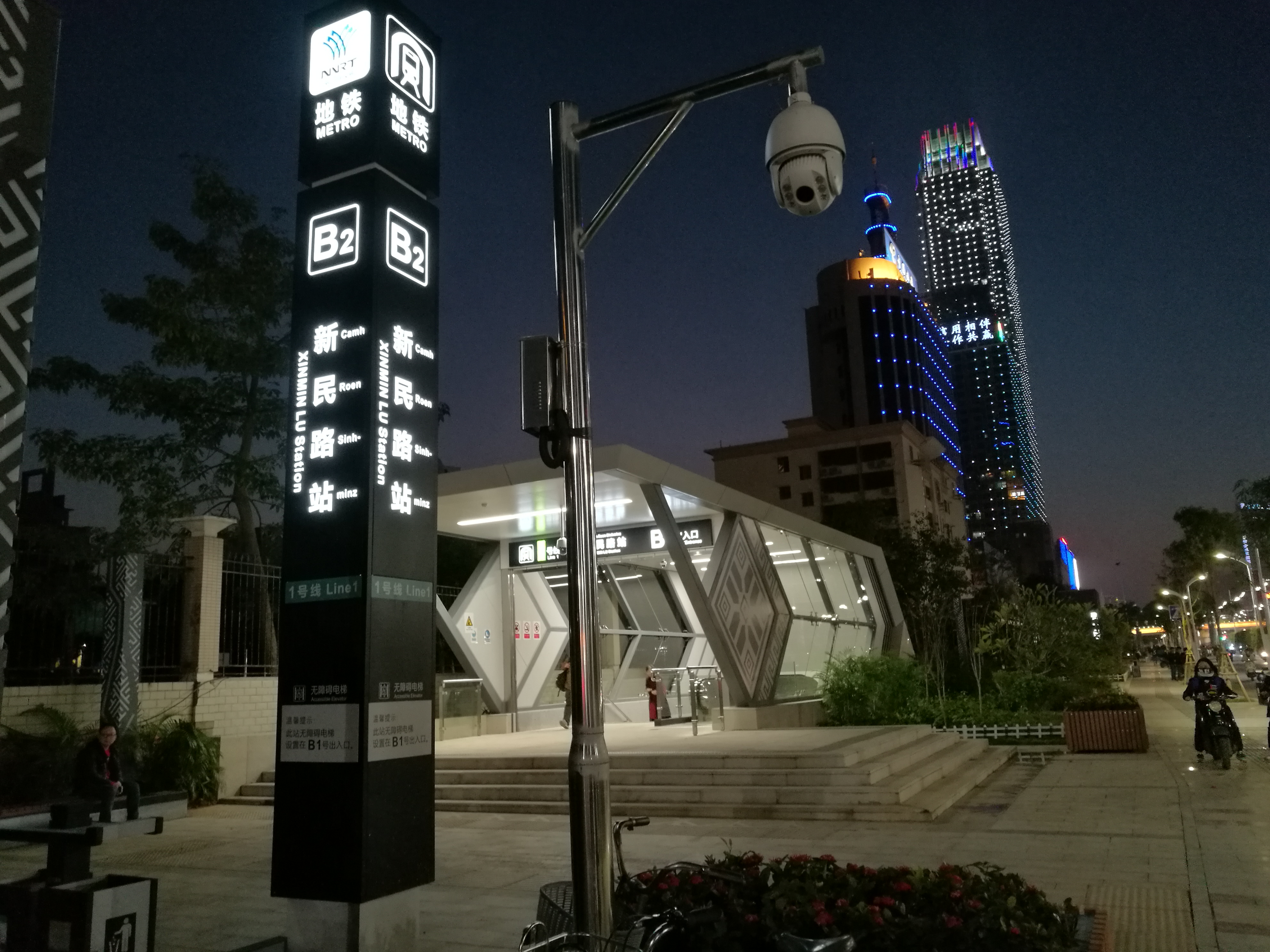
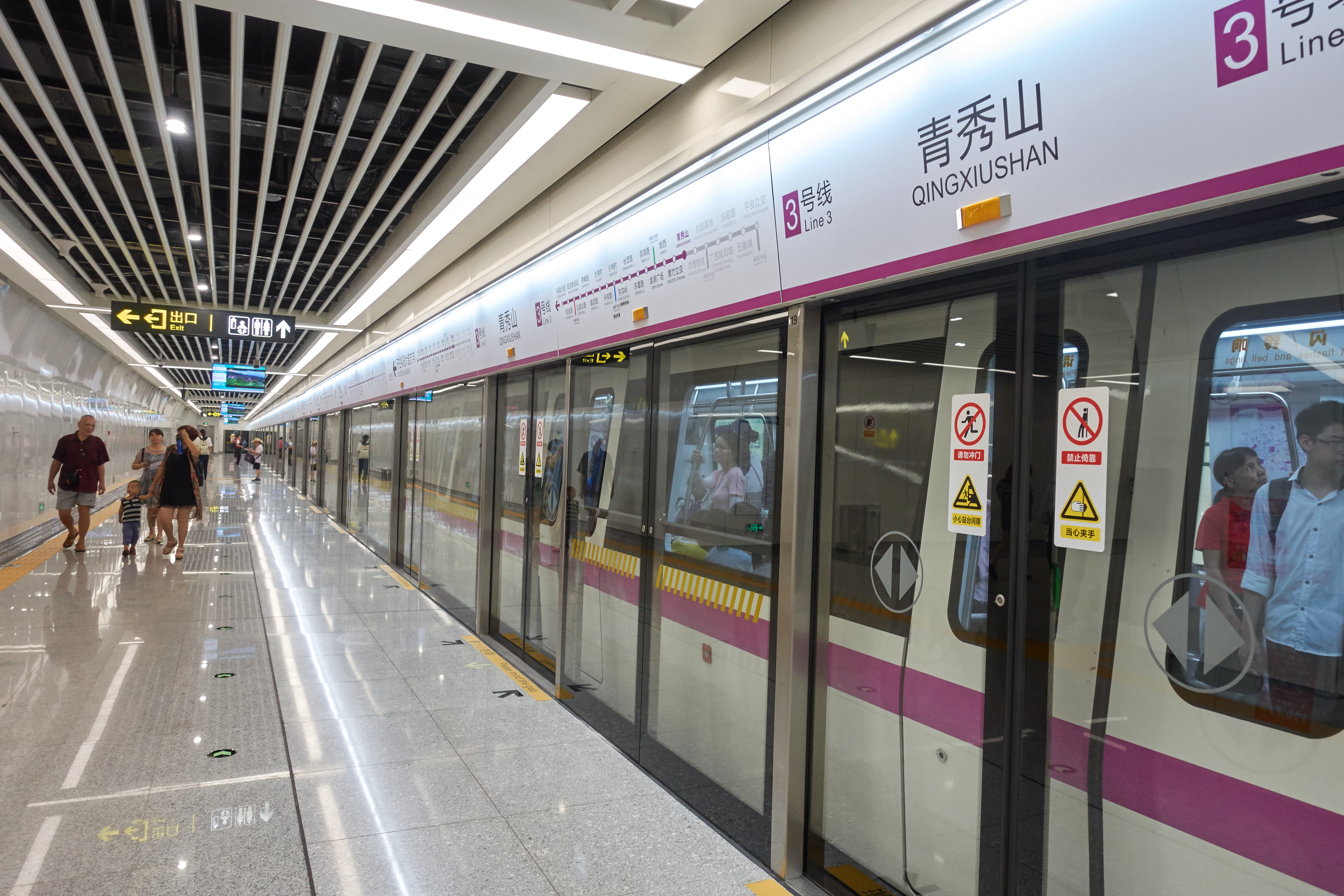
Esció de Qingxiushan a la línia 3